# Záhněda
Záhněda (SiO2) je odrůda křemene (oxid křemičitý), která je zabarvená příměsí hliníku, sodíku a lithia. Jedná se o poměrně rozšířený drahý kámen, který je často vyhledáván pro svoji tmavě hnědou barvu.
Tmavě hnědá až černá, téměř neprůsvitná odrůda křemene se nazývá morion, hranice mezi záhnědou a morionem je diskutabilní. Záhněda se využívá jak ve zlatnickém průmyslu, tak v léčitelství. Jsou jí přisuzovány uklidňující a pročisťující účinky.

## Vlastnosti
- Fyzikální – Krystalizuje v klencové soustavě a na Mohsově stupnici tvrdosti má tvrdost 7. Typický tvar krystalu je šestiboký hranol se dvěma klenci, u kterého bývají plochy hranolu vodorovně rýhovány. Běžně však dochází k dvojčatění nebo růstu polykrystalů, ale setkáváme se také s monokrystaly. Rozpouští se v kyselině fluorovodíkové.
- Chemické –
- Optické – Jeho barva není stálá, proto se často uměle upravuje, například vlivem radioaktivního záření tmavne, vlivem tepla ztrácí barvu.

## Vznik
Záhnědy jsou typické pro granitoidní magmatické horniny. V granitoidech (včetně pegmatitů) vznikají buď přímo z magmatické taveniny, anebo v závěru krystalizace z fluidní fáze (dutinové záhnědy v pegmatitech). Dalším typickým výskytem jsou alpské žíly, kde jsou záhnědy nejčastěji vázány na pukliny v granitoidech. Méně běžné jsou záhnědy v dutinách vulkanických hornin (geody), na hydrotermálních žilách a v metamorfovaných horninách. Díky vysoké odolnosti se valouny záhněd druhotně dostávají do sedimentů.

## Využití
Využití záhnědy je ve šperkařství.

## Naleziště
- V zahraničí Brazílie, USA, Madagaskar, Rusko, Austrálie
- V ČR jižní Čechy a Vysočina (Dolní Bory)